# カコ語
カコ語（カコご、英: Kako language）は、バントゥー語群に属する言語である。
主にカメルーンの東部州で話されている言語である。中央アフリカ共和国やコンゴ共和国にも話者がいる。
その中で特にカメルーンの東部州Kadey県のバトゥーリ（Batouri）、デレレ（Ndelele）に話者が多い。
言語名別称として、Dikaka、Kaka、Mkako、Nkoxo、Yaka。

## 方言
- Bera
- Besembo
- Mbonjoku
- Ngbako